# Winterschlacht in der Champagne
Die Winterschlacht in der Champagne war eine der frühen frontalen Durchbruchsschlachten im Ersten Weltkrieg. Es war der erste größere Versuch des französischen Oberbefehlshabers Joffre, unter Einsatz von – im Vergleich zu späteren Schlachten sehr bescheidenem – Trommelfeuer und massierten Infanteriesturmangriffen die deutsche Front aufzureißen und mit bereitgestellten Reserven einen operativen Durchbruch zu erreichen. Der Ansatz scheiterte an der Abwehrkraft der angegriffenen deutschen Stellungen.

## Strategische Ziele
Nachdem sich an der Westfront im November 1914 die Operationen beider Seiten im Stellungskrieg festgefahren hatten, plante General Joseph Joffre, der Chef des französischen Oberkommandos, eine neue großangelegte Operation. Die Zeit spielte an der Westfront für die Entente: Während die Deutschen durch Truppenverlegungen den strategischen Schwerpunkt Ende des Jahres 1914 an die Ostfront verlegt hatten, wo größere Operationen geplant wurden, würde sich an der Westfront das Kräfteverhältnis stetig zugunsten der alliierten Soldaten verschieben. Zwischen 17. und 21. Dezember 1914 ließ Joffre seine 10. Armee im Raum Arras erfolglos angreifen, um die Stärke der vorhandenen deutschen Reserven einschätzen zu können. Etwa zur gleichen Zeit begann auch die französische 4. Armee ab 14. Dezember stärkere Angriffe gegen die deutsche 3. Armee und leitete damit die erste Phase der Winterschlacht in der Champagne ein.
Mit dem britischen Feldmarschall French wurden am 27. Dezember 1914 in Joffres Hauptquartier in Chantilly neue Entscheidungen besprochen. Für Anfang 1915 rechnete Joffre mit 2.250.000 französischen, 286.000 britischen und 110.000 belgischen Soldaten gegenüber 1,7 Millionen deutschen. Sein Fazit lautete: „Interesse und Aufgabenstellung verpflichteten Ende 1914 Engländer und Franzosen, unverzüglich wieder zur Offensive überzugehen. Es kam ja darauf an, die Deutschen daran zu hindern, sich uns gegenüber fest einzurichten, und sie stattdessen so bald wie möglich in den Krieg auf freiem Felde zurück zu zwingen, um sie aus den von ihnen besetzten französischen und belgischen Gebieten zu vertreiben.“
Am 9. Januar 1915 folgte in der Champagne ein starker Angriff gegen den Abschnitt der deutschen 16. Division östlich von Perthes. Am 8. und 13. Januar 1915 begann auch die französische 6. Armee Gegenangriffe bei Soissons, die aber vollkommen scheiterten und das deutsche III. Armeekorps bis nördlich der Stadt an die Aisne heranführte.
Mit Zuführung des freigewordenen französischen I. Korps an die 4. Armee wurde aber der Angriff in der Champagne verstärkt. Am 3. Februar begannen die deutsche 15. Reserve-Division und der rechte Flügel der 21. Reserve-Division einen Gegenangriff nördlich Massiges, der bis 12. Februar verlorenes Gelände zurückeroberte.

## Operationsplan
Joffre plante eine neue Durchbruchsschlacht, ein gleichzeitiger Frontdurchbruch der 4. Armee in der Champagne sowie der 10. Armee im Artois sollten die Armeen der mittleren deutschen Heeresgruppe zum Rückzug an die belgische Grenze zwingen. Am 16. Februar 1915 sollte die Offensive in der Champagne aufgenommen werden. In seiner Generalinstruktion Nr. 8 betonte Joffre, dass die eigenen Truppen und Munitionsvorräte fast vollständig wieder aufgefüllt seien, der Gegner jedoch beginne, Truppenteile herauszuziehen und an die Ostfront zu verlegen. Damit sei der Zeitpunkt zur Offensive gekommen, die an zwei Punkten ansetzen sollte:
- Einerseits sollte in der Champagne die verstärkte 4. Armee unter General Langle de Cary in Richtung auf Attigny frontal die Stellungen der deutschen 3. Armee zwischen Reims und dem Westrand der Argonnen durchstoßen, die Höhen nördlich der Linie Massiges-Perthes-Souain nehmen und die Kleinstadt Vouziers sowie das Maasufer bei Sedan und Charleville-Mézières erreichen.
- Gleichzeitig sollte die französische 10. Armee unter General Maud’huy bei Arras und etwas später die Engländer unter General John French bei La Bassée (Schlacht von Neuve-Chapelle) mit einem Vorstoß die Stellungen der deutschen 6. Armee auf Douai durchbrechen. Joffre wollte nach geglücktem Durchbruch den feindlichen Frontvorsprung großräumig umfassen und von Nordwesten und Südosten her abschneiden.

Der Beginn der neuen Offensive war für den 6. Februar festgesetzt, wurde aber wegen Schlechtwetters verschoben.

## Die Befehlshaber

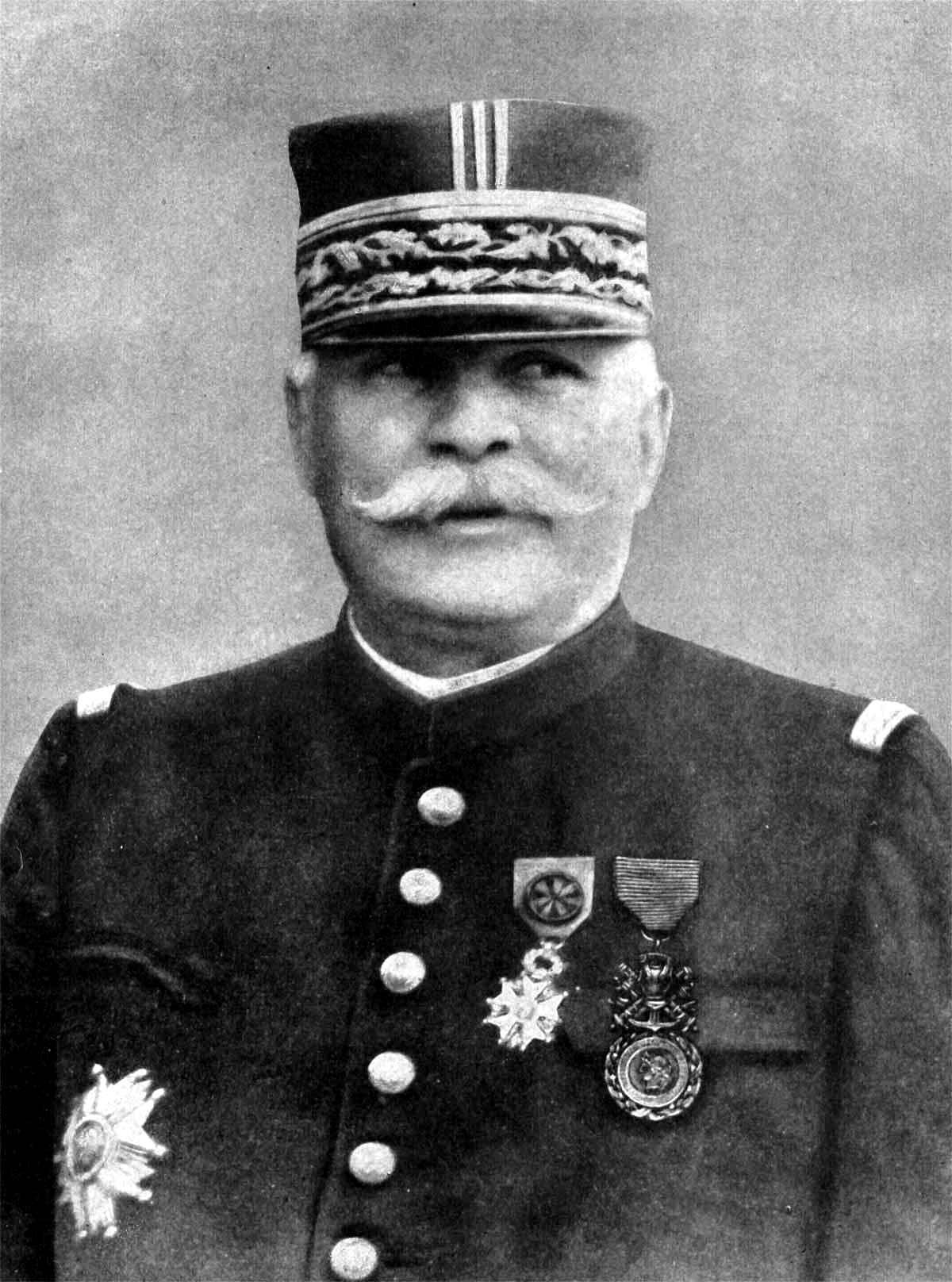
Joseph Joffre, General, der französische Oberbefehlshaber
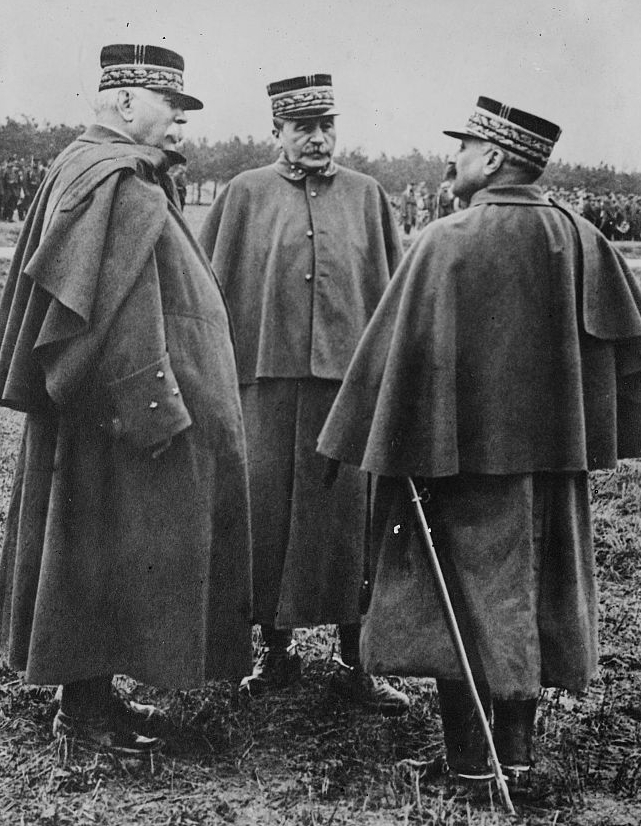
General Langle de Cary, Befehlshaber der 4. Armee
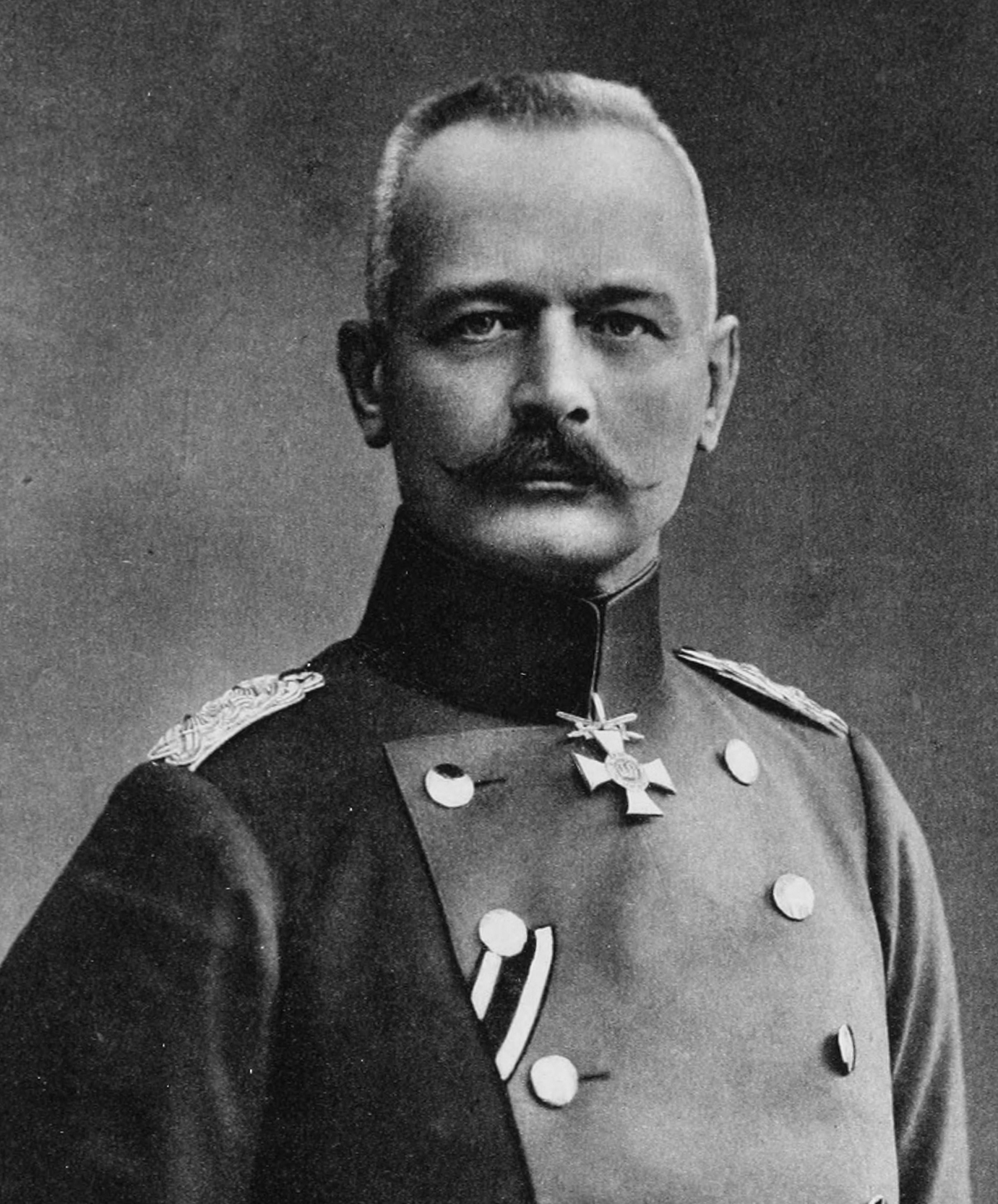
Erich von Falkenhayn, Chef der deutschen Obersten Heeresleitung
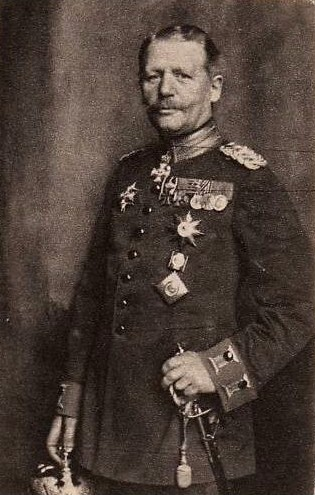
Karl von Einem, Befehlshaber der deutschen 3. Armee.

## Gefechtsverlauf

### Der Großangriff in der Champagne
Am 16. Februar 1915 begann der neue Großangriff der 4. Armee mit 17 Infanterie- und 3 Kavalleriedivisionen in der Champagne. Mit einer gewaltigen Artilleriekonzentration von 870 Geschützen aller Kaliber nahm General Langle die deutschen Stellungen ab 8 Uhr vormittags unter Vernichtungsfeuer. Am ersten Angriffstag herrschte trübes und stürmisches Wetter, eine Luftaufklärung war dadurch nicht möglich. Der Bau von neuen Ausgangsstellungen und Laufgräben sowie französische Erkundungsvorstöße hatte den Deutschen den bevorstehenden Angriff bereits rechtzeitig angezeigt. Der französische Hauptstoß wurde mit dem I. und XVII. Korps auf 8 km Breite zwischen der ferme de Beauséjour und dem Waldgebiet westlich Perthes angesetzt, einen Nebenangriff östlich Souain führte das XII. Korps unter General Henri Jean Descoings mit der 60. Infanterie-Division.

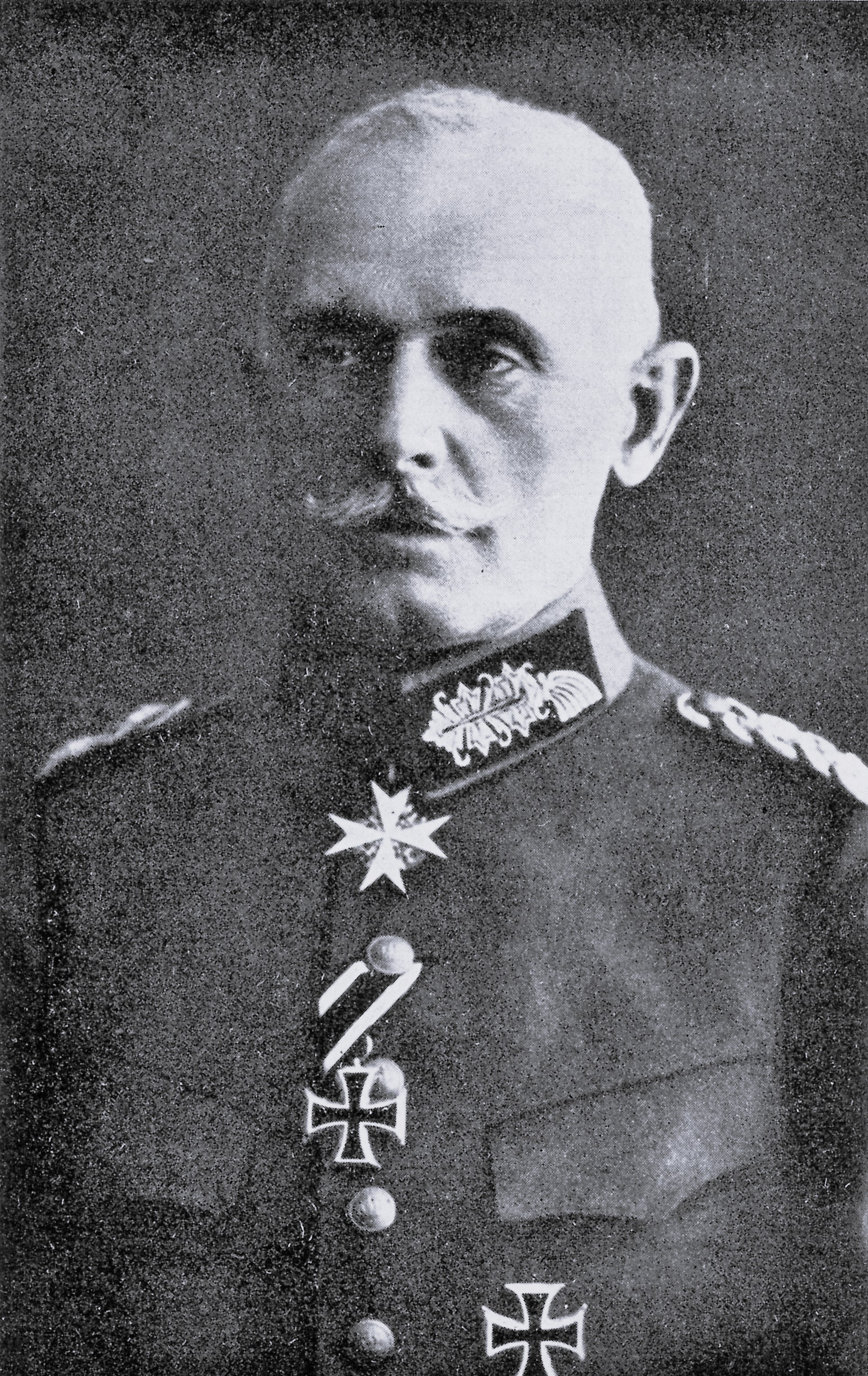
General der Infanterie Julius Riemann

Der Oberbefehlshaber der deutschen 3. Armee, Generaloberst Karl von Einem, verfügte im Angriffsfeld über vier Großverbände: rechts im Raum Prunay–Aubérive lag das nicht angegriffene VI. Armeekorps, nach Osten folgte das XII. Reserve-Korps unter General Hans von Kirchbach, in der Mitte das VIII. Korps unter General Julius Riemann, links hielt das VIII. Reserve-Korps (Paul Fleck), als Reserve waren mehrere Kavallerie-Regimenter vorhanden. Auch der rechte Flügel der 5. Armee, die 21. Reserve-Division des XVIII. Reserve-Korps (Kuno von Steuben) bei Cernay, wurde von den Franzosen heftig angegriffen.
Das mehrstündige Trommelfeuer erschütterte die Stellungen des VIII. Armeekorps und VIII. Reservekorps zwischen Souain und der ferme de Beauséjour. In mehreren dichten Wellen trat die Infanterie des französischen I. und XVII. Korps, sowie das Kolonialkorps unter Henri Gouraud zum Sturm an, man war sehr zuversichtlich, denn die deutschen Stellungen schienen vom heftigen Trommelfeuer vollständig zermalmt. Das Kampfgelände zeigte sich schwierig, glitschiger Kreideboden, kleinere Wasserläufe und Sümpfe behinderten die französische Infanterie, begünstigten aber die Verteidiger. Den Angreifern schlug schweres Abwehrfeuer entgegen, nach wenigen hundert Metern stockte der Angriff vor den Gräben der deutschen 19. und 16. Reserve-Division.
Das XVII. Korps unter General Noël Jean-Baptiste Dumas konnte ein zwei Kilometer langes Grabenstück bei Perthes einnehmen, das I. Korps unter Henri Victor Deligny wurde vom Sperrfeuer der schweren Artillerie niedergehalten und kam kein Stück voran. Die deutsche Artillerie verfügte über weniger Rohre, jedoch war die Feuerrate der deutschen Haubitzen zwei- bis dreimal schneller als jene der Franzosen.
Am 17. Februar setzte General Langle seine Angriffe mit noch unverminderter Kraft fort. General Einem genehmigte dem schwer bedrängten VIII. Armee-Korps nachmittags die Ablöse der abgekämpften 39. Reserve-Brigade durch die von der 7. Armee freigemachte 37. Brigade. Gegenüber der 16. Reserve-Division unter Generalmajor von Altrock begannen am 18. Februar die französischen Angriffe zu ermatten, bei der 19. Reserve-Division unter General von Bahrfeldt blieb die Lage aber kritisch. Nordwestlich Tahure griff die 37. Reserve-Brigade stützend in den Abwehrkampf des VIII. Armeekorps ein.

### Kämpfe bis Ende Februar
Tagelange Kämpfe folgten. Einige Grabenabschnitte bei Beauséjour und Perthes wurden von den Franzosen genommen – danach war kein Vorkommen mehr möglich. General Langle de Cary entschloss sich daher, die Angriffsrichtung in Richtung Norden zu ändern. Das Wetter verschlechterte sich, mühsam kämpften sich die Sturmtruppen weiter vor, eroberten einen 300 m langen Grabenabschnitt. Die Schlacht ging in heftigen Einzelgefechten auf. Am 19. Februar griffen Teile des französischen IV. Korps in die Schlacht ein, dahinter stand noch das unverbrauchte II. Korps als Reserve bereit.
Auf deutscher Seite traf am 20. Februar die 1. Garde-Division als Verstärkung bei der 3. Armee ein.
Um Beauséjour wurde tagelang mit wechselndem Erfolg gerungen, heftigstes Artilleriefeuer ging auf die deutschen Stellungen nieder, doch die Verteidiger hielten zäh die zweite Grabenlinie. Bereits am 22. Februar eroberte ein deutscher Gegenangriff die mühsam eingenommenen Stellungen zurück. Das in der Aubérive-Stellung nachmittags jetzt ebenfalls angegriffene sächsische XII. Reserve-Korps konnte für das Hauptangriffsfeld keine Verstärkungen mehr bereitstellen.
Als zusätzliche Verstärkungen stellte Joffre der 4. Armee das II. Korps (General Augustin Gérard) zur Verfügung. Er hatte auch die 7. Division des IV. Korps (von der 5. Armee) und das I. Kavalleriekorps (General Conneau) in das Kampfgebiet der 4. Armee gebracht und stellte General de Langle auch die Artillerie der 8. Division zur Verfügung. Das aus Flandern herangeführte XVI. Korps, verstärkt durch die 48. Division, wurde in die Region Épernay gebracht, um als Reserve eingreifen zu können. General von Einem sah bereits das Abflauen der Kämpfe gekommen, da setzten am 23. Februar überraschend neue starke Angriffe gegen die beiden linken Flügelkorps seiner Armee ein, die französische Artillerie zeigte dabei eine unverminderte Angriffswucht. Ende Februar lag der Schwerpunkt der Angriffe gegen den rechten Flügel des deutschen VIII. Reserve-Korps im Raum nördlich von Le Mesnil. Die Lage der deutschen 16. Reserve-Division (Generalmajor von Altrock), gegen welche sich der stärkste Druck richtete, wurde immer schwieriger. Der französische Angriff traf zunächst das deutsche Reserve-Infanterie-Regiment 65, das trotz schwerer Opfer seine Stellung halten konnte.

### Schlusskämpfe im März

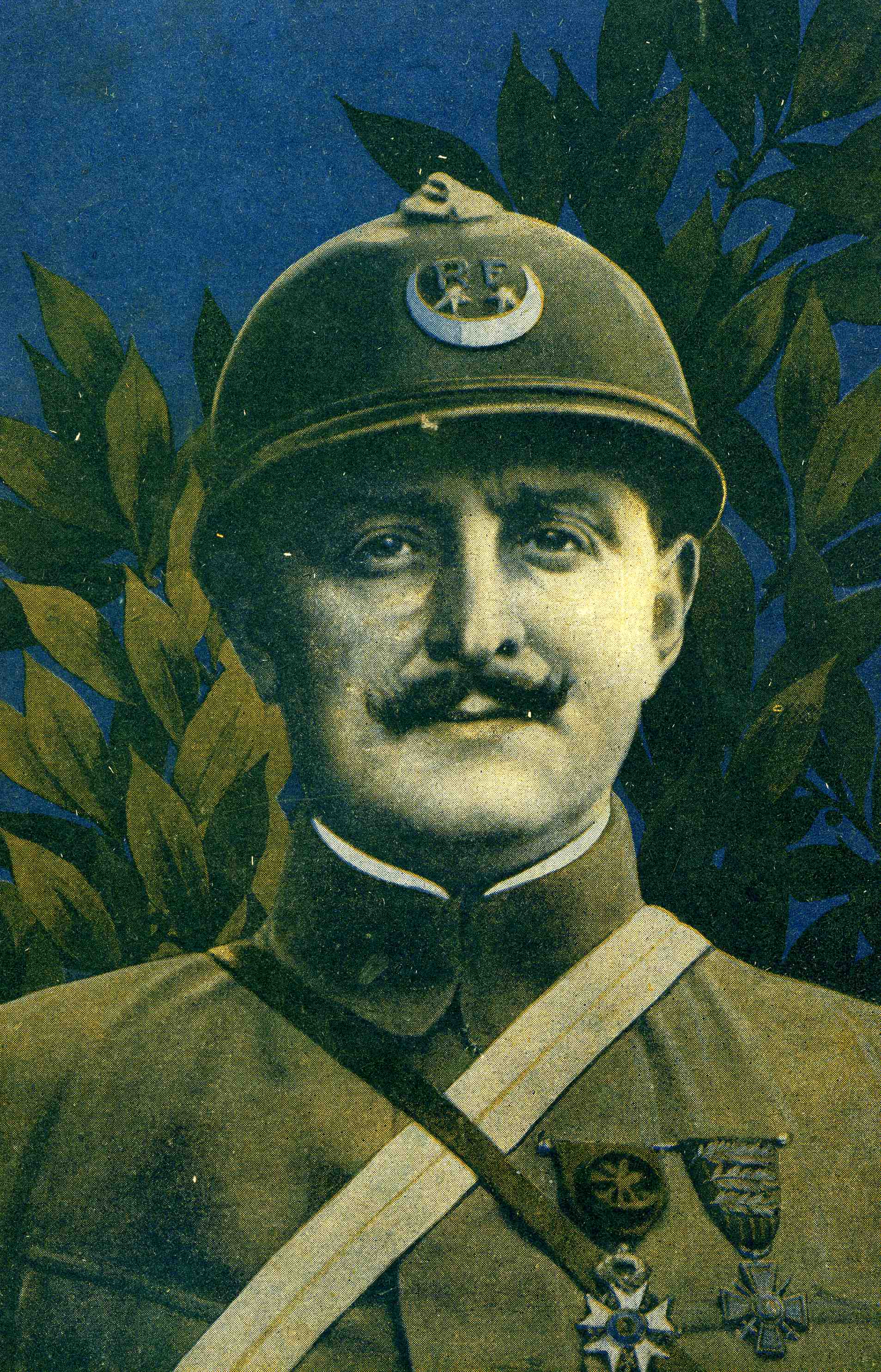
General Henri Mordacq

Am 3. März traf der Chef des Generalstabes von Falkenhayn im Hauptquartier Einems in Vouziers ein und beharrte darauf, die Stellungen unbedingt zu halten.
Am 7. März setzten neue Angriffe bei Souain ein, angesetzt waren das französische XII. Korps mit der 24. Division (General Mordacq) und die 60. Division (General Réveilhac). Mit dem 10. März war die Front des VIII. Armeekorps in drei Divisions-Abschnitte eingeteilt, im Hauptangriffsfeld kämpften jetzt die 15. Division, die 19. Reserve- und Teile der 1. Garde-Division.
Im Artois führten derweil die Briten unter Douglas Haig in der Schlacht von Neuve-Chapelle gleichzeitige Entlastungsangriffe. Ziel war es bei Neuve-Chapelle, die deutsche Front zu durchbrechen und Lille zu erobern. Haigs Angriffe sollten gleichzeitig die deutsche 6. Armee daran hindern, weitere Abgaben für die Champagne freizumachen.
Parallel erfolgte am 12. März ein neuer französischer Angriff in der Champagne. General Paul-François Grossetti übernahm das Kommando im Hauptangriffsfeld; er ließ das XVI. Korps mit der 31., 32. und 48. Division erneut stürmen. Wieder erschütterte heftiges Trommelfeuer die deutschen Stellungen bei Perthes. Ein Leutnant des deutschen 2. Garderegiments berichtete in einem Brief: „Wir wurden nun mit einem wahnsinnigen Artilleriefeuer überschüttet, dem sogenannten ‚Trommelfeuer‘. Ein Schuss jagt den anderen, es ist ein unaufhörliches Krachen und Brodeln. Ungeheure Eisenmassen wurden auf die Gräben geworfen. Dazu ‚klagen‘ die platzenden Granaten so eigentümlich. Denn die abgesprengten Stücke drehen sich weiter und verursachen einen hellpfeifenden Ton, der sich in seiner Gesamtheit wie ein langgezogenes Oh! anhört: Das ist alles so widerwärtig, dass man es nicht beschreiben kann …“ Erneut wurde der erste deutsche Graben genommen, dann blieb der Angriff liegen.
General Grossetti meldete: „Wir haben nur einen Spalt in die feindliche Front geschlagen“. Gegen diesen Spalt und gegen die Höhe 196 nördlich Le Mesnil setzten die Franzosen am 16. März ihren nächsten Großangriff an. Der rechte Flügel der Division des General Altrock war dadurch umfasst und bis Perthes—Cernay zurückgedrängt worden. Ein Gegenangriff der 16. Reserve-Division am 17. März scheiterte, doch traf eine Brigade der 56. Infanterie-Division ein und stabilisierte den Abschnitt notdürftig. Ein Streifen von 8 km Breite und 2 km Tiefe war von den Franzosen erobert. Doch danach kamen die erschöpften Soldaten nicht mehr weiter vorwärts. Angesichts der hohen Verluste stellte General Joseph Joffre die erfolglosen Angriffe ein.

## Ergebnis und Folgen
Im Vergleich zu der im gleichen Frontabschnitt nachfolgenden Herbstschlacht in der Champagne waren die Verluste in dieser weitaus kleiner angelegten Winterschlacht entsprechend geringer.
Die Franzosen hatten Verluste von 45.000 Mann (Tote und Verwundete). Die deutschen Verluste lagen bei 15.000 Mann. Die vergleichsweise geringere Zahl der deutschen Verluste ist in erster Linie auf die bereits zu diesem frühen Zeitpunkt des Krieges gut ausgebauten Stellungen und Unterstände zurückzuführen.
Das amtliche Bulletin des französischen Hauptquartiers verkündete, die Operationen seien „eine ununterbrochene Kette lokaler Erfolge“ bei nur vergleichsweise geringen Verlusten und sehr wenigen Gefangenen gewesen. Man hätte den  Feind genötigt, zur Abwehr fünf Armeekorps zusammenzuziehen, ihm große Verluste beigebracht und ihn gezwungen, große Mengen Munition zu verschießen.